# Microdipoena guttata
Microdipoena guttata is een spinnensoort in de taxonomische indeling van de Mysmenidae.
Het dier behoort tot het geslacht Microdipoena. De wetenschappelijke naam van de soort werd voor het eerst geldig gepubliceerd in 1895 door Nathan Banks.